# Menophra codra
Menophra codra är en fjärilsart som beskrevs av Swinhoe 1891. Menophra codra ingår i släktet Menophra och familjen mätare. Inga underarter finns listade i Catalogue of Life.